# Petr Nohel
Petr Nohel (* 21. října 1978, Frýdek-Místek) je český heraldik, genealog a teolog. Zabývá se genealogií a heraldikou šlechtických rodů, zejména vládnoucích a dříve vládnoucích dynastií. Zaměřuje se také na teorii a vývoj nástupnického práva, panovnickou a šlechtickou titulaturu a tvorbu genealogických schémat včetně schémat apoštolské posloupnosti svěcených osob. Zabývá se také obecně problematikou vzdělávání a vysokého školství, působí na Univerzitě Karlově.

## Studium
Petr Nohel vystudoval žurnalistiku na Fakultě sociálních věd Univerzity Karlovy (2004), andragogiku na Filozofické fakultě Univerzity Palackého v Olomouci (2008) a teologii na Katolické teologické fakultě Univerzity Karlovy (kde v roce 2016 získat doktorát ve specializaci kanonické právo pod vedením prof. Ignáce Antonína Hrdiny).

## Členství
Petr Nohel je členem těchto odborných společností působících v Radě vědeckých společnosti Akademie věd ČR:
- Česká genealogická a heraldická společnost v Praze (od roku 2004)
- Společnost pro církevní právo (od roku 2012)
- Evropská společnost pro katolickou teologii (od roku 2016), kde je od roku 2018 jedním z místopředsedů České společnosti pro katolickou teologii

další členství:
- Modlitební liga císaře Karla za mír mezi národy (od roku 2017)
- senátor Akademického senátu Katolické teologické fakulty UK (2010-2012)
- člen Legislativní komise Akademického senátu Katolické teologické fakulty UK (2015-2018)

## Publikační činnost

### Monografie
- NOHEL, Petr: Výuka církevního práva na teologických a právnických fakultách v Českých zemích v letech 1918–1989. Praha 2019. ISBN 9788024641485

### Články
- NOHEL, Petr. Role ženy a její vývoj v evropském nástupnickém právu, In: Právněhistorické studie (č. 3, roč. 52), Nakladatelství Karolinum, Praha: 2023, s. 35-48, ISSN 0079-4929 (Print), ISSN 2464-689X (Online)
- NOHEL, Petr. Současné role laika v Katolické církvi, In: Sborník z IX. mezinárodní vědecké konference, Epocha, Praha: 2021, s. 109-120, ISBN 9788027800063
- NOHEL, Petr. Boží království v intencích Matoušova evangelia, In: Civilia, odborná revue pro didaktiku společenských věd. Ročník 10, číslo 2, Univerzita Palackého v Olomouci, 2019, s. 16-33. ISSN 1805-3963
- NOHEL, Petr. Vývoj českého nástupnického práva, In.: Hubálek, T. (ed.) Sborník z VII. mezinárodní vědecké konference studentů doktorských studijních programů v oblasti společenských věd, Praha: Epocha, Praha: 2018, s. 63-77, ISBN 9788075571687
- NOHEL, Petr. Výuka církevního práva na českých vysokých školách od roku 1918, In.: Hubálek, T. (ed.) Sborník z V. mezinárodní vědecké konference studentů doktorských studijních programů v oblasti společenských věd, Praha: Epocha, 2017, s. 7-48, ISBN 9788075570444
- NOHEL, Petr. Could the Code of Cannon Law from 1983 be an acquisition in nowadays discussions about family?, In.: NOVÁ, M., OPATRNÁ, M. (eds.), Staré a nové. Staré jako východisko, či překážka? Sborník příspěvků mezinárodní konference studentů doktorských studijních programů, Univerzita Karlova. Katolická teologická fakulta, Praha, 2016, s. 437-444, ISBN 9788087922071
- NOHEL, Petr. Biblické inspirace nástupnického práva v zemích s křesťanskou tradicí, In.: Hubálek, T. (ed.) Sborník z IV. mezinárodní vědecké konference studentů doktorských studijních programů v oblasti společenských věd, Epocha, Praha, 2015, s. 195-209, ISBN 9788074252785
- NOHEL Petr. Apoštolská posloupnost biskupů českých zemí. In: Civilia, odborná revue pro didaktiku společenských věd. Ročník 5, číslo 2, Univerzita Palackého v Olomouci, 2014, s. 107-113. ISSN 1805-3963
- NOHEL, Petr. Liturgický a sakramentální rozměr korunovace. In: Civilia, odborná revue pro didaktiku společenských věd. Ročník 5, číslo 1, Univerzita Palackého v Olomouci, 2014, s. 48-56. ISSN 1805-3963.

Kromě toho napsal několik dalších knih a desítky populárně-naučných článků.

## Politická činnost
Pochází z rodiny, která se již po několik generací angažuje především v komunální politice. (několik jeho příbuzných bylo zastupiteli a starosty v různých obcích, prastrýc Jan Nohel byl v letech 1918-1920 poslancem). On sám byl v letech 2001-2023 členem Koruny České (monarchistické strany Čech, Moravy a Slezska) . Původně vedl místní společnost v Přerově, následně se stal členem předsednictva a moravským zemským hejtmanem. Od roku 2007 působil jako generální sekretář strany a v roce 2008 byl součástí delegace, kterou v rámci tradiční Audience u císaře Karla I. v Brandýse nad Labem přijal Otto von Habsburg.
V komunálních volbách 2010 kandidoval do obecního zastupitelstva Roztok na kandidátce místního sdružení nezávislých kandidátů. V listopadu 2010 byl zvolen místopředsedou KČ. V lednu 2012 z rodinných důvodů rezignoval na funkci místopředsedy.
29. listopadu 2014 byl na XXIII. generálním sněmu Koruny České zvolen předsedou strany. Ve funkci nahradil Václava Srba, který byl předsedou strany od roku 2003.
Pro volby do Poslanecké sněmovny 2017 dojednal za KČ spolu s místopředsedou Petrem Krátkým spolupráci se stranou TOP 09 a zařazení kandidátů Koruny České, KAN a Konzervativní strany na kandidátní listiny TOP 09 (později se k podporujícím subjektům přidala ještě dodatečně strana LES). Sám byl zařazen na 10. místo ve Středočeském kraji a za svůj cíl označil práci v parlamentním Výboru pro vědu, vzdělání, kulturu, mládež a tělovýchovu. Do Poslanecké sněmovny se nedostal, ale získal nejvyšší počet preferenčních hlasů z kandidátů Koruny České; nicméně díky dojednané podpoře menších stran TOP09 překročila pětiprocentní hranici nutnou pro vstup do sněmovny.
U příležitosti 100. výročí vzniku Československa v říjnu 2018 Petr Nohel několikrát vystoupil v médiích, kde jakožto předseda monarchistické strany hájil názor, že vznik republiky není důvodem k oslavám a kdyby bývala zachována podunajská monarchie, měli bychom se lépe.  Nešetřil kritickými slovy na adresu zakladatelů první republiky a naopak zdůrazňoval, že bychom si měli více připomínat posledního českého krále Karla I. (pozornost si získal zejména zhodnocením vztahu Československa k vyhnanému panovníkovi „na Masarykových rukou je krev tohoto svatého krále“ v rozhovoru pro Český rozhlas Plus).
V roce 2018 oznámil, že po skončení čtyřletého funkčního období jako předseda Koruny České už nebude svou funkci obhajovat. Na XXVII. generálním sněmu KČ 24. listopadu 2018 tak skončil ve vedení strany a novým předsedou Koruny České byl zvolen biolog Radim Špaček.

## Názory a postoje
Petr Nohel patří k zastáncům obnovení pomníku maršála Radeckého i Mariánského sloupu v Praze a k rozhodnutí Zastupitelstva hlavního města Prahy v září 2017 stáhnout souhlas s jeho obnovením uvedl „Já bych byl rád, kdyby byl obnoven jako velmi cenná památka, která byla barbarským činem zbořena. Vůbec bych do diskuse nezatahoval historické argumenty.“
Petr Nohel považuje konstituční monarchii za výhodnější a stabilnější státní zřízení, než je republika, zároveň ale respektuje současný právní řád. Při vysvětlování své podpory monarchie proto zdůrazňuje, že monarchie není v rozporu s demokracií. Za cíl monarchistů považuje dosáhnout takové změny smýšlení české společnosti, aby bylo možné o restauraci monarchie vážně diskutovat. Dnešním legitimním následníkem trůnu je podle něj Karel Habsburský, vnuk posledního českého krále a rakouského císaře Karla I. Výhody dědičného panovníka jako hlavy státu představil na příkladu péče o majetek, kdy člověk, který má majetek svěřený na omezenou dobu, se o něj stará méně zodpovědně než člověk, který jej má na celý život a má jej předat v dobrém stavu svým potomkům.
Petr Nohel se věnuje také samostatné přednáškové činnosti a autorsky se podílel rovněž na několika výstavách s genealogickým zaměřením.